# SS Edmund Fitzgerald
Az SS Edmund Fitzgerald egy, az amerikai Nagy-tavakon közlekedő szállítóhajó volt, amely 1975. november 10-én egy viharban elsüllyedt a Felső-tavon. Legénységének mind a 29 tagja odaveszett a katasztrófában. 

## Története
Az Edmund Fitzgerald a Nagy-tavak legnagyobb szállítóhajója volt, azóta sem épült nagyobb méretű hajó. 1958-ban bocsátották vízre Murray Bay-ben. Súlya 13 632 GRT, hossza 222 méter, szélessége pedig 23 méter volt. Legnagyobb sebessége 14 csomó (26 km/h). 
Eredetileg széntüzelésű motorját 1972-ben dízelre cserélték. Ekkor egy orrtolót is beszereltek, így manőverező képessége, fordulékonysága nagymértékben javult.

### A katasztrófa
1975. november 9-én délután két órakor indult el a wisconsini Superior kikötőjéből Ernest M. McSorley kapitány parancsnoksága alatt, és a detroiti autógyáraknak szállított acélt. Ehhez előbb át kellett zsilipelni az alacsonyabban fekvő Huron-tóra, amit Sault Ste. Marie-nél lehet néhány óra alatt megtenni. De oda az Edmund Fitzgerald már soha nem érkezett meg. 
A hajót követte az SS Arthur M. Anderson teherhajó, amely szintén a Huron-tóra tartott. A hajók a szembe jövő SS Wilfred Sykestól kapott információk (vihar közeleg) alapján a hajózási útvonaltól 80-90 kilométerre északra eltértek. Valószínűleg a Fitzgerald is belehallgatott a beszélgetésükbe, mert az Arthur M. Anderson sokáig látta maga előtt haladni a módosított útvonalon. A vihar miatti rossz látási viszonyok és a sebességkülönbség miatt (a Fitzgerald gyorsabb volt) azonban hamar eltűnt a látómezőből. 
A késő délutáni órákra a szél fokozatosan erősödött és átlépte a szokásos vihar értékeit. 19 órára már elérte a 140 km/h sebességet. Az utolsó rádióüzenetében az Arthur M. Anderson kérdezte a Fitzgeraldot állapotáról és pozíciójáról. A válasz rövid volt: „Minden rendben, tartjuk az irányt.” Alig húsz perc múltán azonban már nem válaszoltak. Egyszerűen eltűntek a radarról, és villámgyorsan elsüllyedtek. Mindössze 17 mérföldre voltak az öböl bejáratától.
A két napig tartó mentés semmilyen eredménnyel nem járt. Egy összeroncsolódott mentőcsónakon kívül semmit sem találtak. A víz azon a helyen elég mély, 160-170 méter. A 29 tagú legénység holttesteit sosem találták meg.

### A roncs

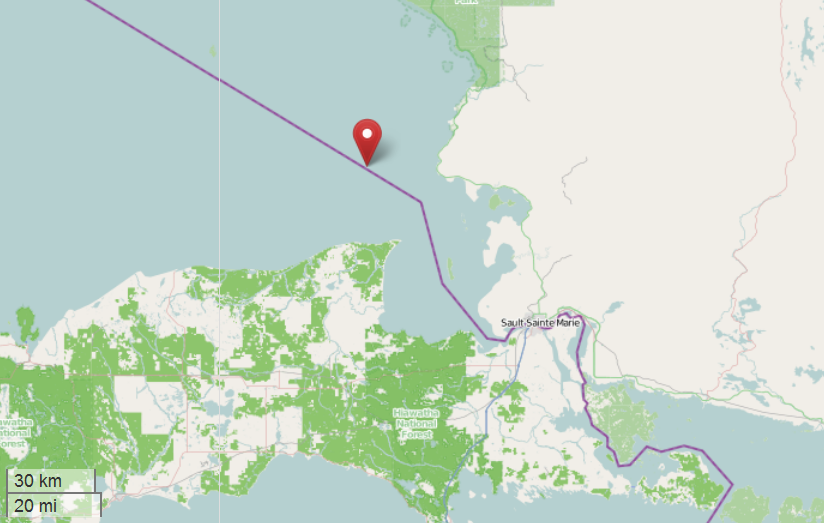
Az Edmund Fitzgerald útja és a roncs helye

Még abban az évben egy katonai radarral felszerelt hajó megtalálta a roncsot. Kiderült, hogy a Titanichoz hasonlóan kettétört, de ami még meglepőbb volt, a hajó orra pont az ellentétes irányba néz, mint ahogy számítottak rá. Valószínűleg fordulót próbáltak tenni, hogy elhagyják a vihar közepét, de egy óriási hullám azonnal rácsapódott a hajóra, megpecsételve annak sorsát. Talán ezért nem tudott a rádiós segítséget kérni, mert egy pillanat alatt elpusztult minden. A roncs koordinátái: 46°59.91′N 85°06.61′W.

## A dal
Egy kanadai énekes és dalszövegíró, Gordon Lightfoot 1975. november végén elolvasta a Newsweek című újság egyik cikkét, ami az elsüllyedt teherhajóról szólt. Ennek hatására írta meg The Wreck of the Edmund Ftizgerald című balladáját, amely az egyik leghíresebb folk-rock szám lett Amerikában. 

## Galéria

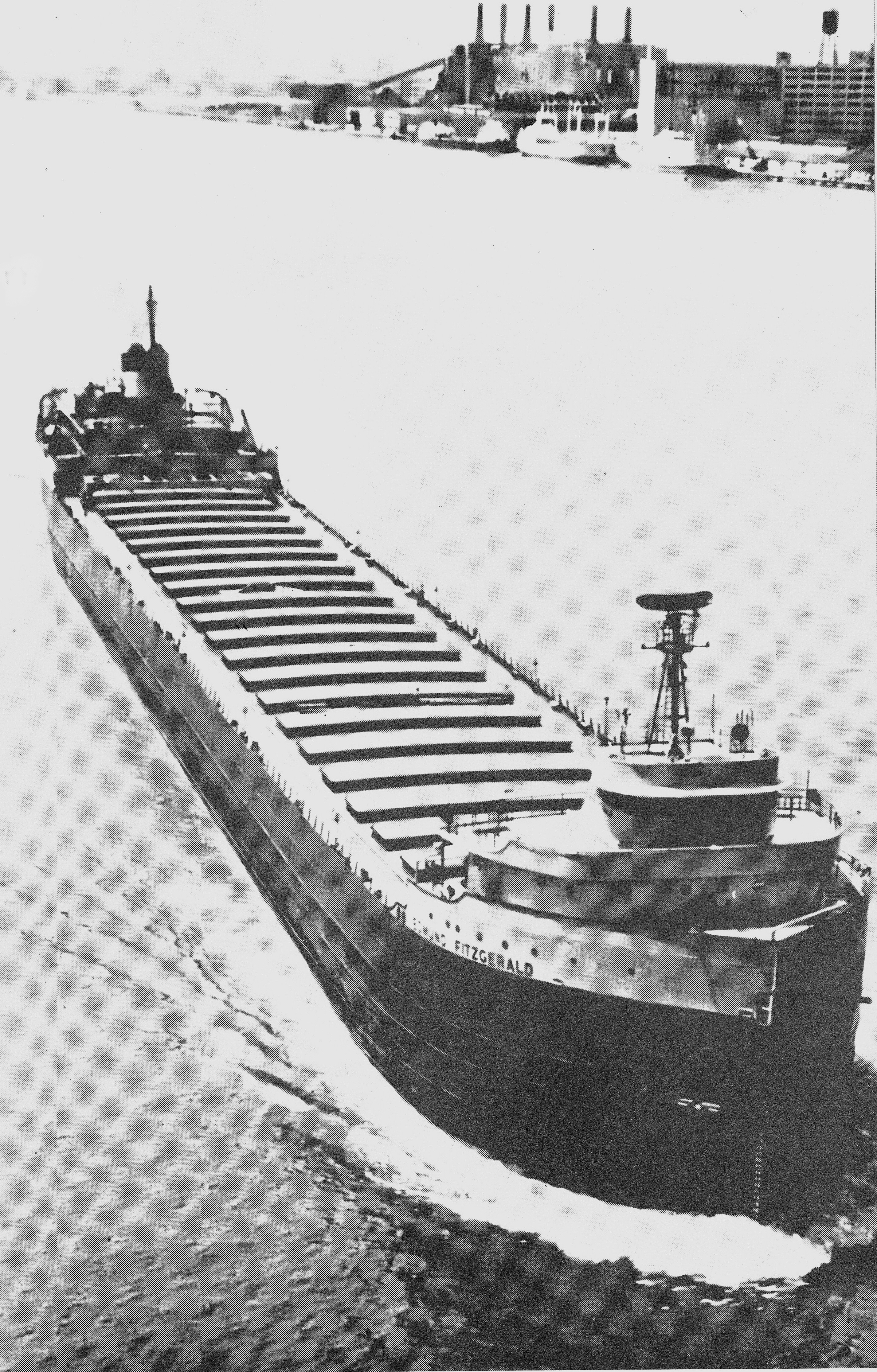
Az Edmund Fitzgerald első útjára indul
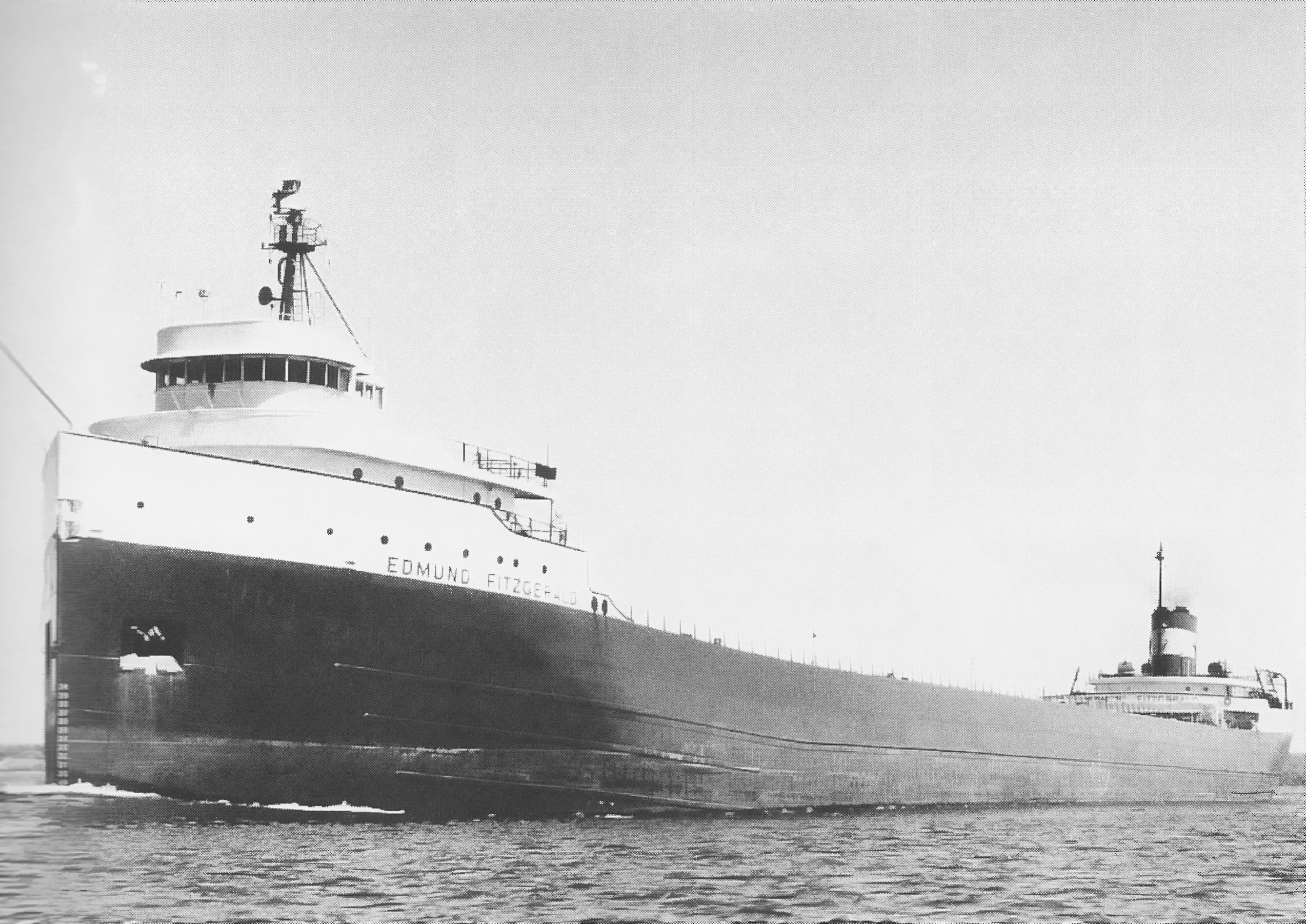
Az Edmund Fitzgerald régi, piros-fekete festésével
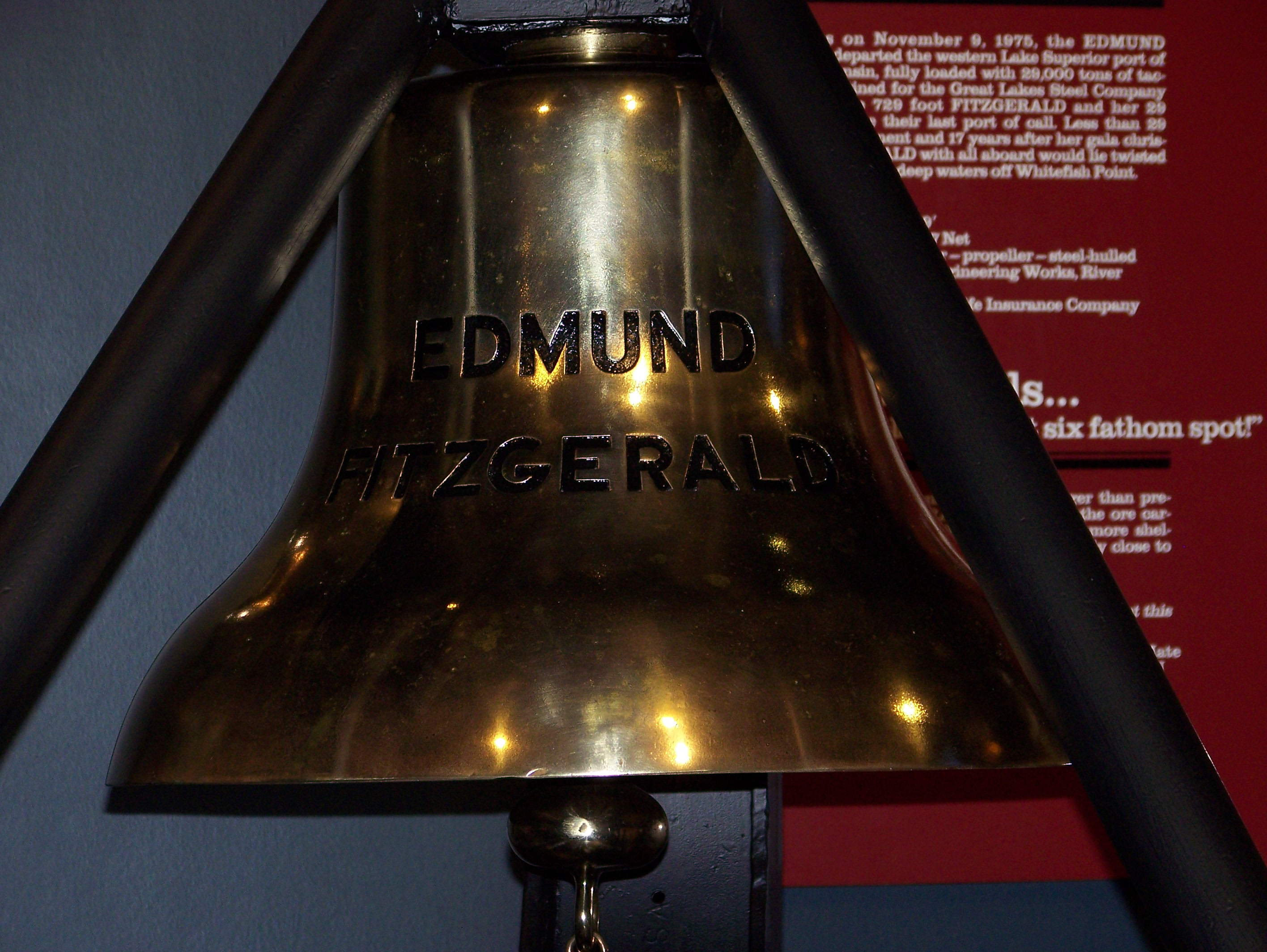
A hajó harangja
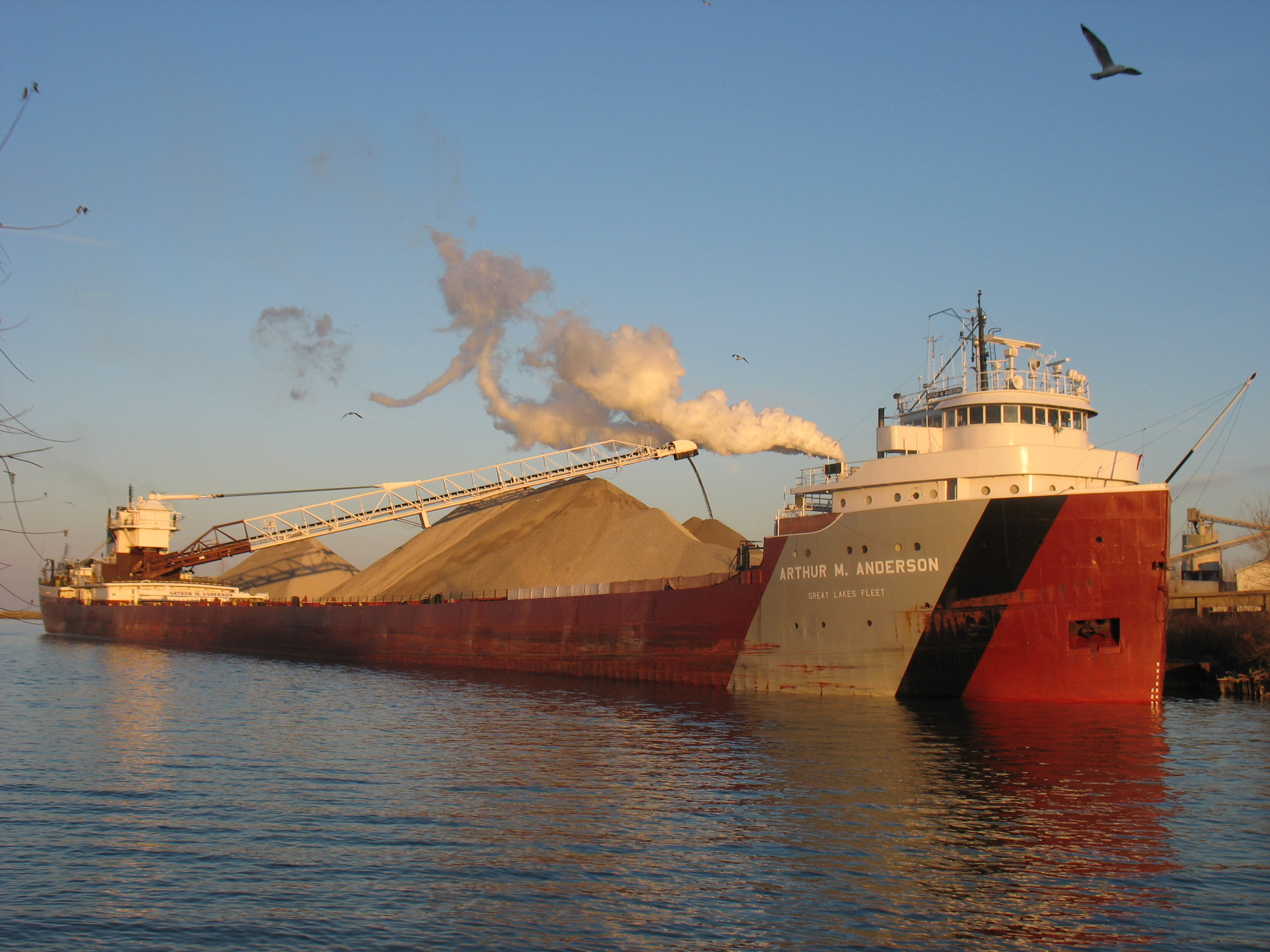
SS Arthur M. Anderson
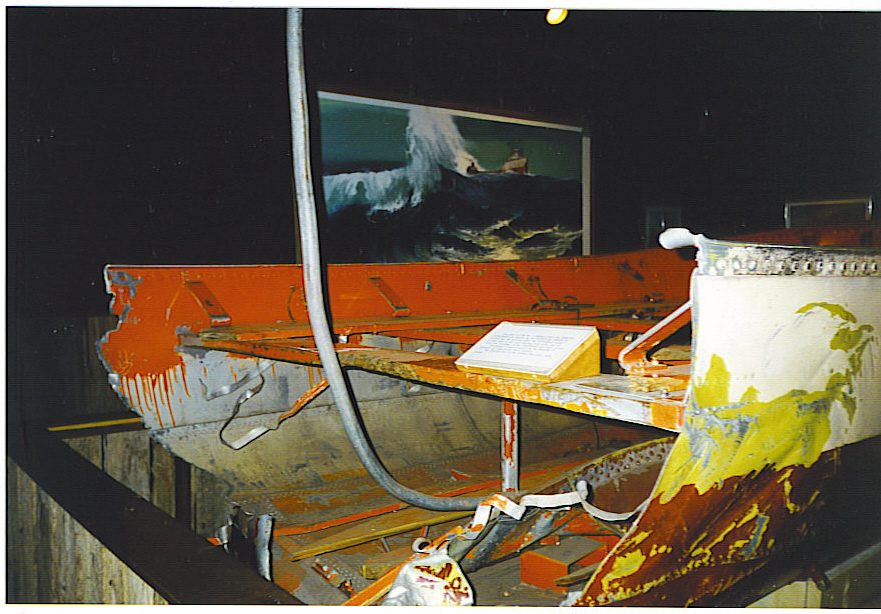
Az egyetlen megtalált mentőcsónak
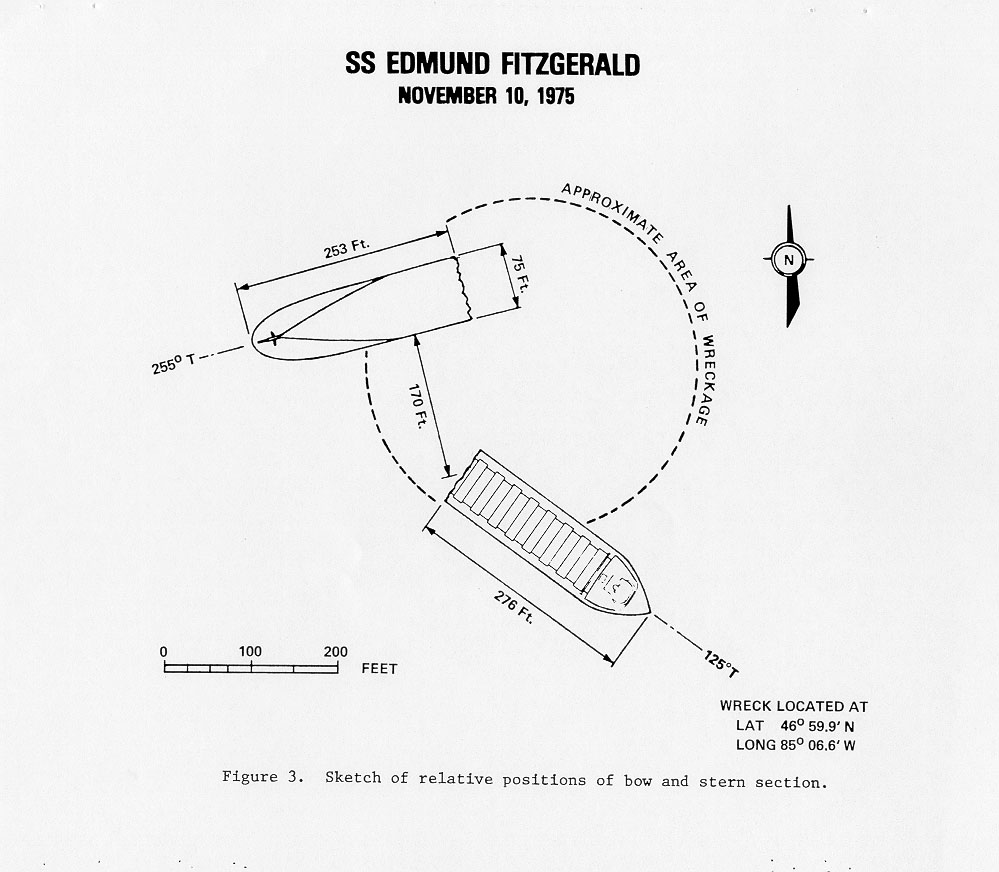
A roncs helyzete a tó fenekén

## Fordítás
- Ez a szócikk részben vagy egészben  a   SS Edmund Fizgerald című angol Wikipédia-szócikk fordításán alapul.  Az eredeti cikk szerkesztőit annak laptörténete sorolja fel. Ez a jelzés csupán a megfogalmazás eredetét és a szerzői jogokat jelzi, nem szolgál a cikkben szereplő információk forrásmegjelöléseként.